# ZABADAK-I
『ZABADAK-I』（ザバダック・ワン）は、1986年3月20日に日本で発売されたZABADAKのデビュー・アルバム。ミニ・アナログ・アルバムとしてLPレコードでリリースされ、東芝EMIに当時新設されたレーベル「POPSIZE（ポップサイズ）」の第1弾作品であった。
デビュー前に出場したコンテスト「第3回PARCOオルガン坂大賞」の入賞曲である「ポーランド」「オハイオ殺人事件」が収録され、同賞の審査員の一人であり、ZABADAKをプロデビューに向けて推薦した立川直樹がライナーノーツに文章を寄せている。
「ポーランド」はセゾンカードのCMに起用され、ZABADAKがCM音楽の作り手として業界内で注目を浴びるきっかけとなった。
共同プロデューサーとして安部隆雄が参加している。

## 曲目

### side.A
1. わにのゆめ/CROCODILE DREAMER
  - 作詞：松田克志、作曲：吉良知彦、ボーカル：吉良知彦
2. 森林学者/THE FORESTER
  - 作曲：吉良知彦（インストゥルメンタル）
3. パスカルの群れ/The Vapour
  - 作詞：松田克志、作曲：上野洋子、ボーカル：上野洋子

### side.B
1. ポーランド/POLAND
  - 作曲：吉良知彦（インストゥルメンタル）
2. オハイオ殺人事件/The Murder Case In Ohio
  - 作詞・作曲：吉良知彦、ボーカル：吉良知彦